# 大犬座FW
大犬座FW，又名BD-15 1810，HD 58343、SAO 152834、HR 2825，是大犬座的一颗恒星，视星等为5.33，位于銀經231.09，銀緯-0.21，其B1900.0坐标为赤經7h 20m 8.9s，赤緯-16° -0.21′ 18″。